# Luis Abinader
Pour les articles homonymes, voir Abinader.
Luis Rodolfo Abinader Corona, né le 12 juillet 1967 à Saint-Domingue, est un homme d'État dominicain. Membre du Parti révolutionnaire dominicain puis du Parti révolutionnaire moderne, il est président de la République dominicaine depuis le 16 août 2020.
Candidat infructueux à la vice-présidence en 2012 et à l’élection présidentielle de 2016, il est élu à celle de 2020 dès le premier tour, puis est largement réélu en 2024. Selon l'enquête basée sur les Pandora Papers, il est le personnage public le plus riche de la République dominicaine (plus de 70 millions de dollars selon sa déclaration publique de patrimoine, déposée un mois après son élection à la présidence en 2020).

## Biographie

### Famille et vie privée
Luis Rodolfo Abinader Corona est le fils de José Rafael Abinader Wasaf (1929-2018), homme politique d'origine libanaise et de Rosa Sula Corona Caba.

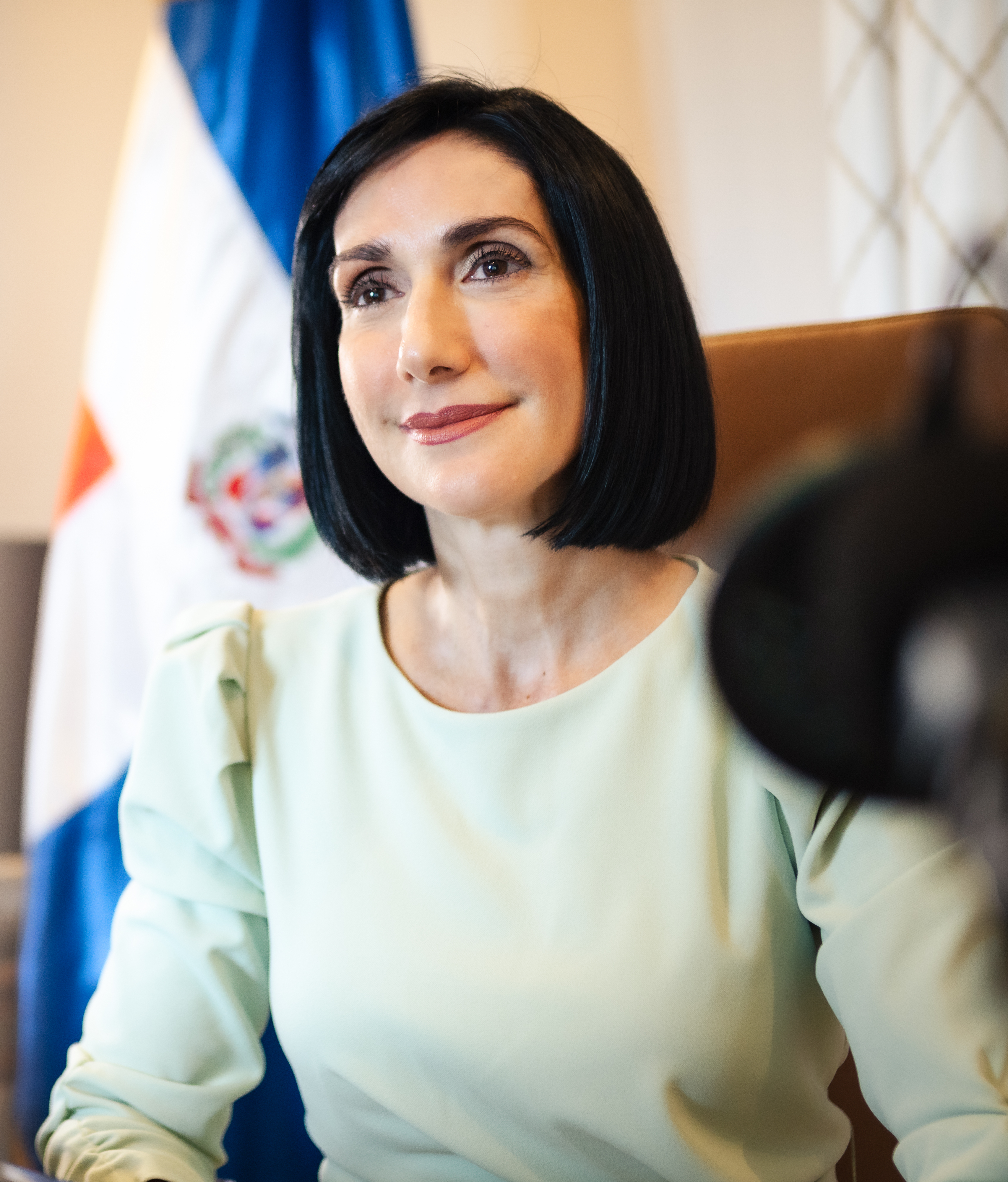
Raquel Arbaje Soneh en 2021.

Il est marié à Raquel Arbaje Soneh depuis 1995 et avec qui il a trois enfants.

### Carrière entrepreunariale
Avant d'être élu président, Luis Abinader a été directeur général de Grupo Abicor, le consortium d'entreprises mis en place par sa famille, lancé par son père (ancien sénateur et ministre des Finances). Ce conglomérat comprend une entreprise immobilière et de construction axée principalement sur l'industrie du tourisme (il possède plusieurs hôtels), l'une des plus grandes cimenteries du pays, et une université privée,.

### Carrière politique

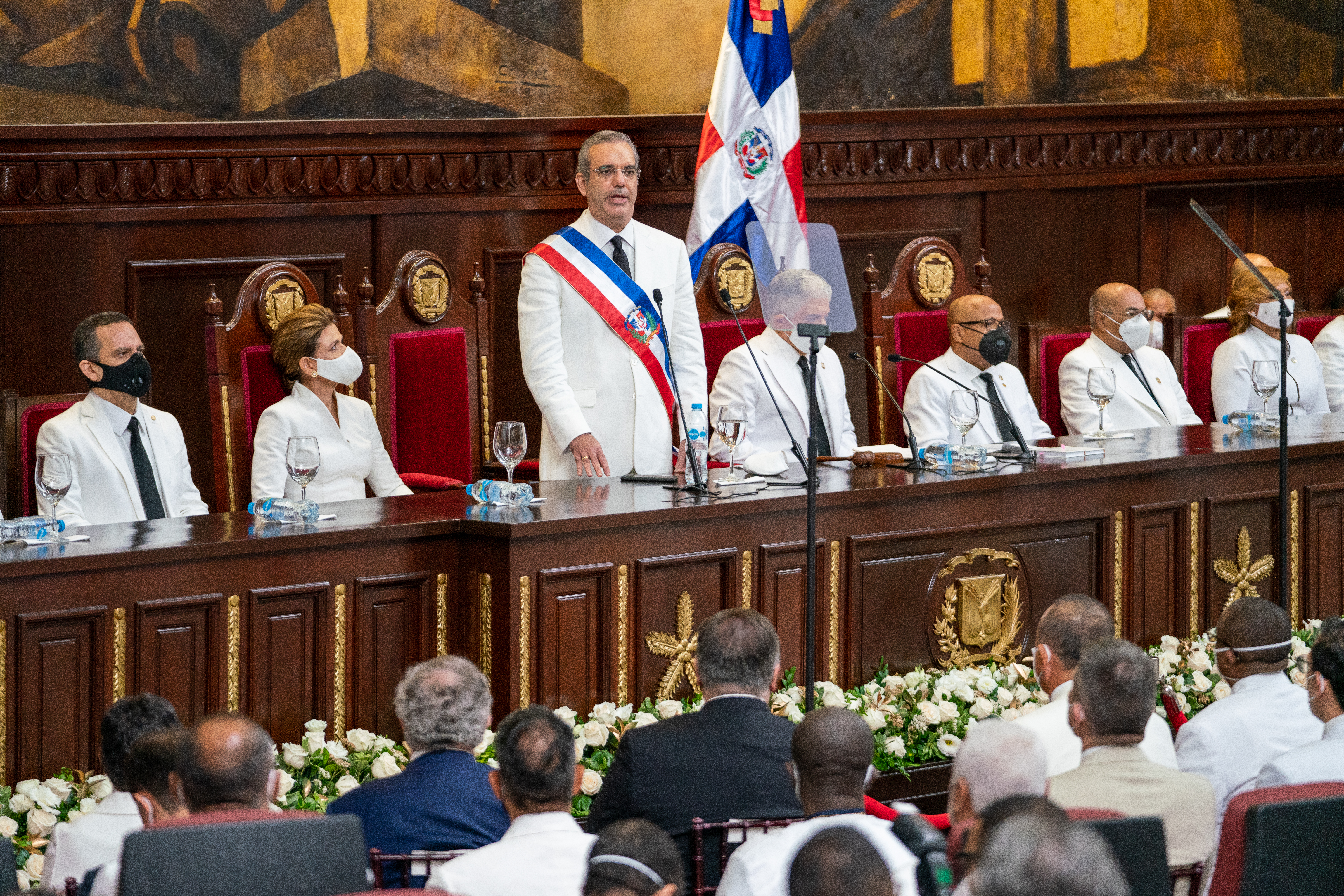
Cérémonie d'investiture du président Luis Abinader et de la vice-présidente Raquel Peña, le 16 août 2020.

Luis Abinader est candidat à la vice-présidence à l'élection présidentielle de 2012, aux côtés de l'ancien président Hipólito Mejía Domínguez. Il se présente sans succès à l’élection présidentielle de 2016 puis remporte dès le premier tour celle de 2020. Sa vice-présidente est Raquel Peña.
Il est un Emerging Leader de la Harvard Kennedy School depuis 2012 dans la même promotion qu'Eva Maydell, députée européenne et présidente du Mouvement européen international ou encore Joël Rault, ambassadeur de la république de Maurice.
Abinader fait de la lutte contre l’immigration clandestine l'une de ses priorités. En février 2022, il fait commencer la construction d'un mur de séparation avec Haïti devant s’étendre sur 164 des 380 kilomètres de frontière.
Il est proche du groupe de Lima, qui rassemble des gouvernements conservateurs d’Amérique afin d'isoler le Venezuela et contribuer à la chute de son gouvernement.
Candidat à un second mandat à l'occasion de l'élection présidentielle de 2024, il est réélu président de la République dès le premier tour avec 57 % des suffrages exprimés. Luis Abinader bénéficie alors d'une importante popularité portée par sa politique d'intransigeance vis-à-vis de l'immigration en provenance d’Haïti, qui amène le gouvernement à construire une barrière de séparation à la frontière en février 2022, et à renvoyer en Haïti plusieurs dizaines de milliers d'immigrés dans le contexte de la guerre des gangs qui touche le pays. Abinader  reçoit également un important soutien en raison des bons résultats de sa gestion de l'économie — qui connait l'une des plus fortes croissances de la région — ainsi que des actions de lutte contre la corruption menées par le gouvernement, bien que ces dernières soient accusées de viser principalement des membres de l'opposition,.

### Soupçons d'évasion fiscale
En octobre 2021, le nom de Luis Abinader est cité dans les Pandora Papers.
L'enquête du Consortium international des journalistes d'investigation (ICIJ) a montré qu'Abinader « est lié à deux sociétés panaméennes » (toutes deux créées avant qu'Abinader ne soient président du pays) :
1. Littlecot Inc. (créée le 24 mars 2011 et qu'il possède avec sa sœur et son frère). Abinader interrogé par l'ICIJ a dit que Littlecot Inc. détient une propriété familiale en République dominicaine[1].
2. Padreso SA (créée le 8 janvier 2014, et dont ses trois frères et sœurs sont actionnaires). Cette société détient et gère des actions de six autres entités possédant des propriétés et des extensions de l'université privée (qui appartient aussi à sa famille)[1].

Des documents trouvés dans les Pandora Papers montrent que ces deux sociétés avaient à l'origine des actions au porteur, non enregistrées au nom d'une personne en particulier. Ils montrent aussi qu'après qu'en 2015, la loi panaméenne ait obligé les entreprises à divulguer l'identité des propriétaires de leurs actions au porteur, en 2018, un avocat des Abinader a déposé chez une « société de services offshore » (Overseas Management Co. ou OMC Group) un formulaire citant les frères et sœurs de Luis Abinader comme actionnaires des sociétés, au lieu de « le porteur ». L'OMC Group est aussi le prestataire qui a créé la société Offshore Dorado Asset Management Ltd, le 2 juillet 2004 dans le paradis fiscal des îles Vierges britanniques pour le compte du président péruvien Pedro Pablo Kuczynski.
Une fois président, Abinader a déclaré ces deux sociétés (et au moins sept autres sociétés offshore regroupées sous un trust révocable).